# Кошарка за мушкарце на Летњим олимпијским играма 2000.
Кошаркашки турнир на Летњим олимпијским играма одржаним 2000. године је петнаести по реду званични кошаркашки турнир на Олимпијским играма. Турнир је одржан у Сиднеју, Аустралија. На завршном турниру је учествовало укупно 12 репрезентација и одиграно је укупно 46 утакмице.
Кошаркашки турнир на овим олимпијским играма је обележило треће појављивање репрезентације Сједињених Држава са професионалцима, трећим по реду Дрим тимом.

## СР Југославија
СР Југославији је ово било друго учешће на кошаркашком олимпијском турниру. СР Југославију су представљали спортисти из две бивше Југословенске републике Србије и Црне Горе. Ове олимпијске игре су биле задње на којима се појавила СР Југославија већ на следећим су се Србија и Црна Гора појавиле под новим именом Србија и Црна Гора.
У конкуренцији 12 земаља које су учествовале на олимпијском кошаркашком турниру, СР Југославија је заузела шесто место у укупном пласману. СР Југославија је играла у групи Б где је заузела друго место, изгубивши само од Канаде за коју је играо НБА играч Стив Неш, и квалификовала се у четвртфинале. У четвртфиналној утакмици репрезентација СР Југославије је изгубила од репрезентацију Литваније са 13 кошева разлике. Овај пораз је довео да се СР Југославија морала задовољити борбом за 5 и 6 место. На тој утакмици СР Југославија је изгубила од Италије са 10 кошева разлике и заузела је шесто место у укупном пласману. Репрезентација СР Југославије је на седам утакмица остварила четири победе и доживела три пораза. Југословенски репрезентативци су постигли 494 коша а примили 483. Просек постигнутих кошева Југославије је био 70,57 по утакмици према 69 примљених и позитивна кош разлика од 11 кошева..

## Земље учеснице турнира
Свакој репрезентацији је омогућено да има највише 12 играча. На турниру је укупно било 144 играча који су представљали 12 репрезентација учесница. На кошаркашком турниру је одиграно укупно 42 утакмице.
| - Ангола - Аустралија - Италија - СР Југославија - Канада - Кина | - Литванија - Нови Зеланд - Русија - Сједињене Америчке Државе - Француска - Шпанија |

## Резултати

### Група A
| Репрезентација   | Поб. | Изг. | К+  | К-  | КР   | Бод. | Раз.  |
| Сједињене Државе | 5    | 0    | 505 | 359 | +146 | 10   |       |
| Италија          | 3    | 2    | 332 | 349 | −17  | 8    | 1П–0И |
| Литванија        | 3    | 2    | 372 | 339 | +33  | 8    | 0П–1И |
| Француска        | 2    | 3    | 372 | 374 | −2   | 7    | 1П–0И |
| Кина             | 2    | 3    | 368 | 419 | −51  | 7    | 0П–1И |
| Нови Зеланд      | 0    | 5    | 307 | 416 | −109 | 5    |       |

| 17. септембар |        |             |
| Француска     | 76–50  | Нови Зеланд |
| Италија       | 50–48  | Литванија   |
| Кина          | 72–119 | САД         |
| 19. септембар |        |             |
| Кина          | 75–60  | Нови Зеланд |
| САД           | 93–61  | Италија     |
| Литванија     | 81–63  | Француска   |
| 21. септембар |        |             |
| Италија       | 78–66  | Нови Зеланд |
| Кина          | 70–82  | Француска   |
| САД           | 85–76  | Литванија   |
| 23. септембар |        |             |
| Литванија     | 82–66  | Кина        |
| Нови Зеланд   | 56–102 | САД         |
| Француска     | 57–67  | Италија     |
| 25. септембар |        |             |
| Нови Зеланд   | 75–85  | Литванија   |
| Италија       | 76–85  | Кина        |
| Француска     | 94–106 | САД         |

#### Група Б
| Репрезентација | Поб. | Изг. | К+  | К-  | КР   | Бод. | Раз.  |
| Канада         | 4    | 1    | 433 | 373 | +60  | 9    | 1П–0И |
| СР Југославија | 4    | 1    | 372 | 338 | +34  | 9    | 0П–1И |
| Аустралија     | 3    | 2    | 408 | 407 | +1   | 8    | 1П–0И |
| Русија         | 3    | 2    | 367 | 328 | +39  | 8    | 0П–1И |
| Шпанија        | 1    | 4    | 349 | 376 | −27  | 6    |       |
| Ангола         | 0    | 5    | 303 | 410 | −107 | 5    |       |

| 17. септембар   |        |                |
| СР Југославија  | 66–60  | Русија         |
| Канада          | 101–90 | Аустралија     |
| Шпанија         | 64–45  | Ангола         |
| 19. септембар   |        |                |
| Ангола          | 54–99  | Канада         |
| Русија          | 71–63  | Шпанија        |
| Аустралија      | 66–80  | СР Југославија |
| 21. септембар   |        |                |
| Канада          | 91–77  | Шпанија        |
| СР Југославија' | 73–64  | Ангола         |
| Аустралија      | 75–61  | Русија         |
| 23. септембар   |        |                |
| Шпанија         | 65–78  | СР Југославија |
| Русија          | 77–59  | Канада         |
| Ангола          | 75–86  | Аустралија     |
| 25. септембар   |        |                |
| Ангола          | 65–88  | Русија         |
| СР Југославија  | 75–83  | Канада         |
| Аустралија      | 91–80  | Шпанија        |

### Финална фаза
|  | Четвртфинале     | Четвртфинале  |                  |    | Полуфинале  | Полуфинале  |  |  | Финале | Финале |
|  |                  |               |                  |    |             |             |  |  |        |        |
|  | 28. септембар    |               |                  |    |             |             |  |  |        |        |
|  |                  |               |                  |    |             |             |  |  |        |        |
|  | Сједињене Државе | 85            |                  |    |             |             |  |  |        |        |
|  | Сједињене Државе | 85            | 29. септембар    |    |             |             |  |  |        |        |
|  | Русија           | 70            |                  |    |             |             |  |  |        |        |
|  | Русија           | 70            | Сједињене Државе | 85 |             |             |  |  |        |        |
|  | 28. септембар    |               | Сједињене Државе | 85 |             |             |  |  |        |        |
|  |                  | Литванија     | 83               |    |             |             |  |  |        |        |
|  | СР Југославија   | Литванија     | 83               | 63 |             |             |  |  |        |        |
|  | СР Југославија   |               | 1. октобар       | 63 |             |             |  |  |        |        |
|  | Литванија        | 76            |                  |    |             |             |  |  |        |        |
|  | Литванија        | 76            | Сједињене Државе | 85 |             |             |  |  |        |        |
|  | 28. септембар    |               | Сједињене Државе | 85 |             |             |  |  |        |        |
|  |                  | Француска     | 75               |    |             |             |  |  |        |        |
|  | Италија          | Француска     | 75               | 62 |             |             |  |  |        |        |
|  | Италија          | 29. септембар |                  | 62 |             |             |  |  |        |        |
|  | Аустралија       | 65            |                  |    |             |             |  |  |        |        |
|  | Аустралија       | 65            | Аустралија       | 52 |             |             |  |  |        |        |
|  | 28. септембар    |               | Аустралија       | 52 |             |             |  |  |        |        |
|  |                  | Француска     | 76               |    | Треће место | Треће место |  |  |        |        |
|  | Канада           | Француска     | 76               | 63 | Треће место | Треће место |  |  |        |        |
|  | Канада           |               | 1. октобар       | 63 |             |             |  |  |        |        |
|  | Француска        | 68            |                  |    |             |             |  |  |        |        |
|  | Француска        | 68            | Аустралија       | 71 |             |             |  |  |        |        |
|  |                  |               |                  |    |             |             |  |  |        |        |
|  | Литванија        | 89            |                  |    |             |             |  |  |        |        |
|  | Литванија        | 89            |                  |    |             |             |  |  |        |        |

#### Класификациона утакмица за 11. - 12. место
| Датум         | Репрезентација | Резултат | Репрезентација |
| ------------- | -------------- | -------- | -------------- |
| 26. септембар | Нови Зеланд    | 70-60    | Ангола         |

#### Класификациона утакмица за 9. - 10. место
| Датум         | Репрезентација | Резултат | Репрезентација |
| ------------- | -------------- | -------- | -------------- |
| 26. септембар | Кина           | 64-84    | Шпанија        |

#### Класификациона утакмица за 7. - 8. место
| Датум         | Репрезентација | Резултат | Репрезентација |
| ------------- | -------------- | -------- | -------------- |
| 30. септембар | Канада         | 86-83    | Русија         |

#### Класификациона утакмица за 5. - 6. место
| Датум         | Репрезентација | Резултат | Репрезентација |
| ------------- | -------------- | -------- | -------------- |
| 30. септембар | Италија        | 69-59    | СР Југославија |

## Медаље
| · 2. место · Француска · | · Олимпијски победник · Сједињене Државе · 12. титула | · 3. место · Литванија · |

### Финална табела
| Поз.  | Репрезентација            |
| ----- | ------------------------- |
| Злато | Сједињене Америчке Државе |
|       | Француска                 |
|       | Литванија                 |
| 4.    | Аустралија                |
| 5.    | Италија                   |
| 6.    | СР Југославија            |
| 7.    | Канада                    |
| 8.    | Русија                    |
| 9.    | Шпанија                   |
| 10.   | Кина                      |
| 11.   | Нови Зеланд               |
| 12.   | Ангола                    |